# Jacob Hübner

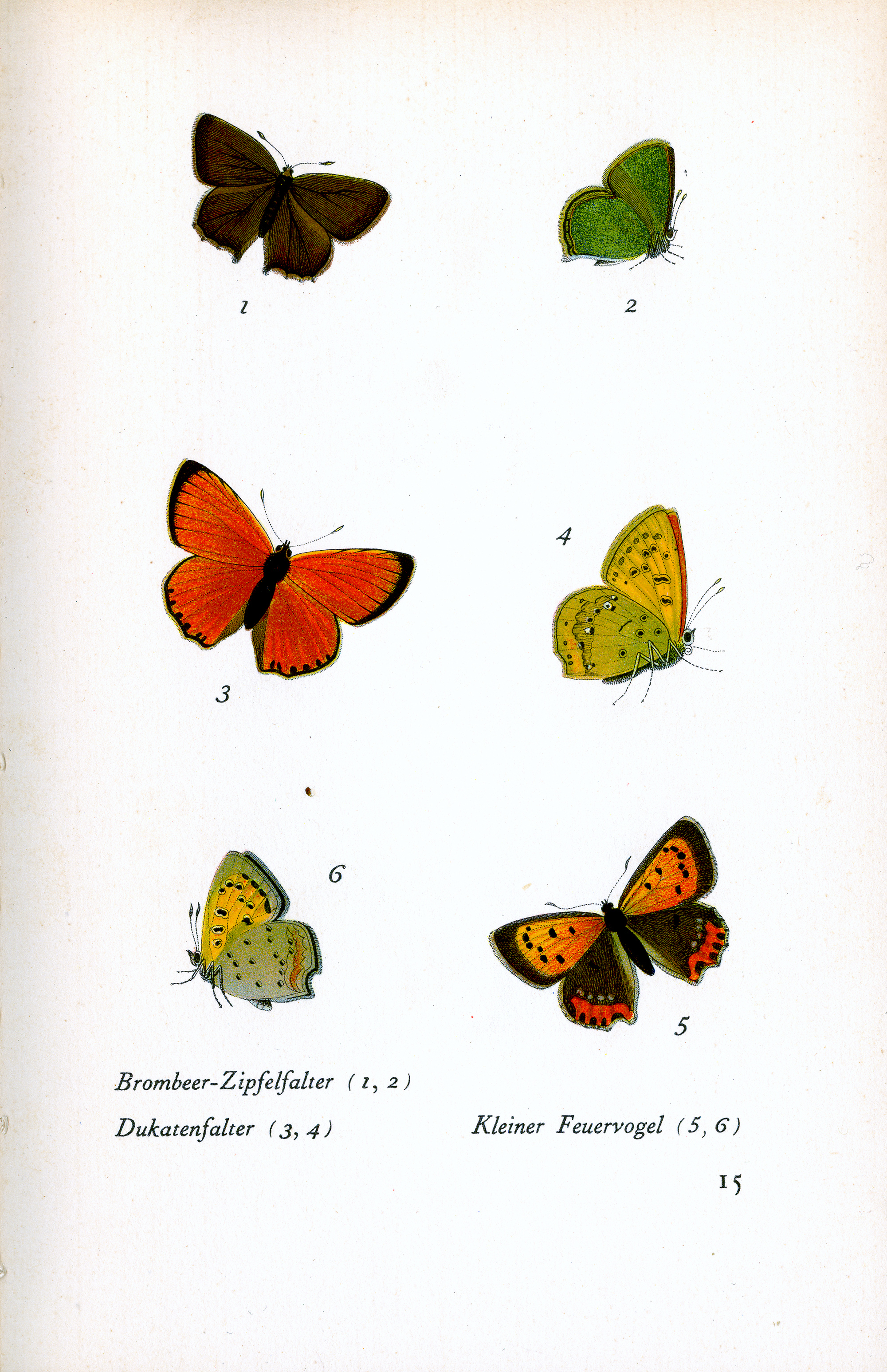
Planşă din lucrarea Das kleine Schmetterlingsbuch a lui Hübner, cu speciile Callophrys rubi, Lycaena virgaureae și Lycaena phlaeas.

Jacob Hübner (n. 20 iunie 1761, Augsburg, Sfântul Imperiu Roman – d. 13 septembrie 1826, Augsburg, Regatul Bavariei) a fost un entomolog german. El a fost autorul Sammlung Europäischer Schmetterlinge (1796–1805), o lucrare fundamentală a entomologiei. 

## Cariera științifică
Hübner a fost autorul lucrării Sammlung Europäischer Schmetterlinge (1796–1805), o lucrare fundamentală în domeniul entomologiei. El a fost unii dintre primii specialiști care a lucrat pe lepidopterele din Europa. El a descris câteva specii noi, cum ar fi Sesia bembeciformis și Euchloe tagis, multe dintre ele fiind specii comune. De asemenea, el a descris multe alte noi genuri și specii.
El a fost designer și gravor și din 1786 a lucrat timp de trei ani ca designer și gravor la o fabrică de bumbac în Ucraina. Acolo a colectat fluturi și a făcut descrieri și ilustrații pentru unii pe care le-a adăugat în Beiträge zur Geschichte der Schmetterlinge (1786–1790), pe lângă alte câteva noi specii descoperite în zona rurală de lângă casa sa din Augsburg.

## Lucrări
- 1786-1790: Beiträge zur Geschichte der Schmetterlinge ["Contribuții istoriei fluturilor"], Augsburg
- 1793: Sammlung auserlesener Vögel und Schmetterlinge, mit ihren Namen herausgegeben auf hundert nach der Natur ausgemalten Kupfern ["Colecție de fluturi și păsări alese, eliberate with included names on 100 naturally colored copperplate prints"]
- 1796-1805: Sammlung Europäischer Schmetterlinge ["Colecție de fluturi europeni"]
- 1806: Tentamen determinationis, digestionis atque denominationis singularum singularum stirpium Lepidopterorum, peritis ad inspiciendum et dijudicandum communicatum ["Examinare preliminară, o încercare de a fixa, aranja și denumi rasele individuale de Lepidoptera pentru experți, pentru examinare și exprimare de opinie"]
- 1806-1824: Geschichte europäischer Schmetterlinge ["Istoria fluturilor europeni"]
- 1806-1834 (with C. Geyer and G.A.W. Herrich-Schäffer): Sammlung exotischer Schmetterlinge ["Colecție de fluturi exotici"] (2 vols.), Augsburg
- 1822: Systematisch-alphabetisches Verzeichnis aller bisher bey den Fürbildungen zur Sammlung europäischer Schmetterlinge angegebenen Gattungsbenennungen ["Registru sistematic-alfabetic al tuturor genurilor publicate până acum împreună cu descrierea fluturilor europeni"]. Augsburg: publicat de autor.

## Legături externe
- Biolib Stueber Scanări ale Nachtschmetterlinge
- taxoni descriși de către Jacob Hübner la Encyclopedia of Life Tastează Hubner în câmpul de căutare
- "ITIS" Autori taxoni Hübner pentru altă listă
- Jacob Hübner Lucrări de Jacob Hübner la Biodiversity Heritage Library